# 宮崎生協病院
宮崎生協病院（みやざきせいきょうびょういん）は、宮崎医療生活協同組合が宮崎県宮崎市大島町に設置する病院。

## 概要
救急告示病院であり、1ヶ月救急車搬入数平均65.3件。厚生労働省認定基幹型臨床研修病院。
公益財団法人日本医療機能評価機構認定病院(病院評価は3rdG:Ver.1.1(3回目,2015年12月4日認定,2020年8月21日認定有効期限))。NPO法人卒後臨床研修評価機構(JCEP)認定証発行病院。
全日本民主医療機関連合会(民医連)に加盟している。

## 診療科
(この節の出典)
- 内科
- 呼吸器内科
- 循環器内科
- 消化器内科（胃腸内科）
- 糖尿病内科（代謝内科）
- 外科
- 肛門外科
- 小児科
- アレルギー科
- リハビリテーション科

## 医療機関の認定
(この節の出典)
- 保険医療機関
- 労災保険指定医療機関
- 指定自立支援医療機関(精神通院医療)
- 生活保護法指定医療機関(中国残留邦人等の円滑な帰国の促進並びに永住帰国した中国残留邦人等及び特定配偶者の自立の支援に関する法律(平成6年法律第30号)に基づく指定医療機関を含む。)
- 指定小児慢性特定疾病医療機関
- 難病の患者に対する医療等に関する法律(平成26年法律第50号)に基づく指定医療機関
- 原子爆弾被害者一般疾病医療取扱医療機関
- 臨床研修病院
- 単独型臨床研修施設若しくは管理型臨床研修施設
- 在宅療養支援病院
- DPC対象病院
- 無料低額診療事業実施医療機関

## 差額ベッド代について
病院の理念により、差額ベッド料（個室料）を徴収していない。

## 交通アクセス
- JR日豊本線「宮崎新宮駅」より徒歩約20分